# Rafael Barbosa
Rafael Paula Barbosa, auch bekannt unter seinem Kampfnamen Zain Lopes, (* 1924 in Safim, Portugiesisch-Guinea; † 2. Januar 2007 in Dakar, Senegal) war ein guinea-bissauischer Widerstandskämpfer und Politiker der PAIGC. Nach seinem Ausschluss aus der Partei und einer Gefängnisstrafe gründete Barbosa eine eigene Partei, mit der er jedoch keinen Erfolg erzielen konnte.

## Leben
Rafael Barbosa wurde 1924 in Safim, einem Vorort der späteren Hauptstadt Bissau, als Sohn einer guineischen Mutter und eines kapverdischen Vaters geboren, er gehörte der Ethnie der Pepel an. Barbosa war als Bauleiter für öffentlichen Bauten tätig, bevor er zusammen mit anderen 1956 die Widerstands- und Unabhängigkeitsbewegung PAIGC gründete. Barbosa leitete unter dem Kampfnamen Zain Lopes das Zentralkomitee der Partei.
Am 13. März 1962 verhafteten Agenten der portugiesischen Geheimpolizei PIDE Barbosa. Er verbüßte eine Gefängnisstrafe von sieben Jahren – angeblich im Konzentrationslager von Tarrafal –, bis er am 3. August 1969 freigelassen wurde. Laut Berichten versuchte Barbosa nach seiner Freilassung die PAIGC dazuzubewegen auf den weiteren Kampf zu verzichten, und mit dem portugiesischen Kolonialregime Frieden zu schließen. Die PAIGC-Führung ging hingegen davon aus, dass Barbosa in seiner Haft Strategien der Unabhängigkeitsbewegung verraten habe, und schloss ihn 1970 wegen angeblicher Kollaboration mit der Kolonialmacht aus der Partei aus.
Nach der Unabhängigkeit und der Machtübernahme der PAIGC in Guinea-Bissau und Kap Verde 1973 bzw. 1975, vermutete die Parteiführung, dass Barbosa in den Mordanschlag auf den Parteiführer Amílcar Cabral 1973 in Conakry involviert gewesen war. In einem Gerichtsverfahren wurde er am 8. Oktober 1976 des Hochverrats für schuldig befunden und zum Tod verurteilt. Am 4. März 1977 wurde diese Strafe in 15 Jahre Strafarbeit umgewandelt.
Im Zuge des Staatsstreichs gegen die vor allem von kapverdischen Parteimitgliedern dominierte PAIGC-Führung durch João Bernardo Vieira, konnte Barbosa die Haft verlassen. Er konnte für kurze Zeit im nationalen Radio sprechen, wobei die Übertragung jedoch unterbrochen und Barbosa wieder verhaftet wurde.
Barbosa kam erst im Zuge des Demokratisierungsprozesses Guinea-Bissaus 1990 frei. Er gründete daraufhin als einer der ersten im Mai 1990 eine eigene Oppositionspartei mit dem Namen Frente Democrática Social (Sozialdemokratische Front), konnte jedoch bei keiner Parlamentswahl ein Mandat erringen. Dennoch gehörte er bis zuletzt zu den bekanntesten Politikern des Landes.
Nach langer, schwerer Krankheit starb er 2007 in einem Krankenhaus in der senegalesischen Hauptstadt Dakar. Er erhielt auf Anweisung von Staatspräsident Vieira ein Staatsbegräbnis.